# 千賀又市
千賀 又市（せんが またいち、1869年4月13日（明治2年3月2日） - 1918年7月12日）は、日本の政治家。初代岡崎市長（1期）。岡崎町時代最後の町長も務めた。

## 経歴
明治2年3月2日、岡崎藩の菅生町に生まれる。一説には碧海郡大浜村の近藤家に生まれ、幼少時に額田郡岡崎連尺町の千賀家に入ったとも言われている。幼名は種次郎。
1895年（明治28年）、岡崎町学務委員に選ばれ、教育行政の刷新に大きく寄与した。この頃菅生町の自宅で専ら詩作や画作に耽り、書もたしなんだという。雅号を鶴堂と称し作品には岡崎の風物を吟じたものが多い。
1908年（明治41年）2月21日、岡崎町立高等女学校（現・愛知県立岡崎北高等学校）新築を巡って、流血を伴う暴動が発生する（いわゆる二校三校事件）。連尺尋常小学校と投（なぐり）尋常小学校の増改築と同時に高等女学校の新築もあわせてすべきであると主張する議員（「三校派」）が警官に護衛され一団となって役場に入ろうとしたところ、尋常小学校2校の増改築のみをまず緊急事態としてすべきであるとする反対派（「二校派」）の町民1000名ほどが役場前の弁天坂で阻止し、議員たちに向かって石を雨あられのごとく降らせた。この事件により2月24日、矢野慶明町長は辞職。町会議員も2、3か月のうちに総辞職した。同年6月28日、千賀は二校派から推されて町会議員に就任。続いて7月29日、9代目岡崎町長に就任した。

### 岡崎市の成立

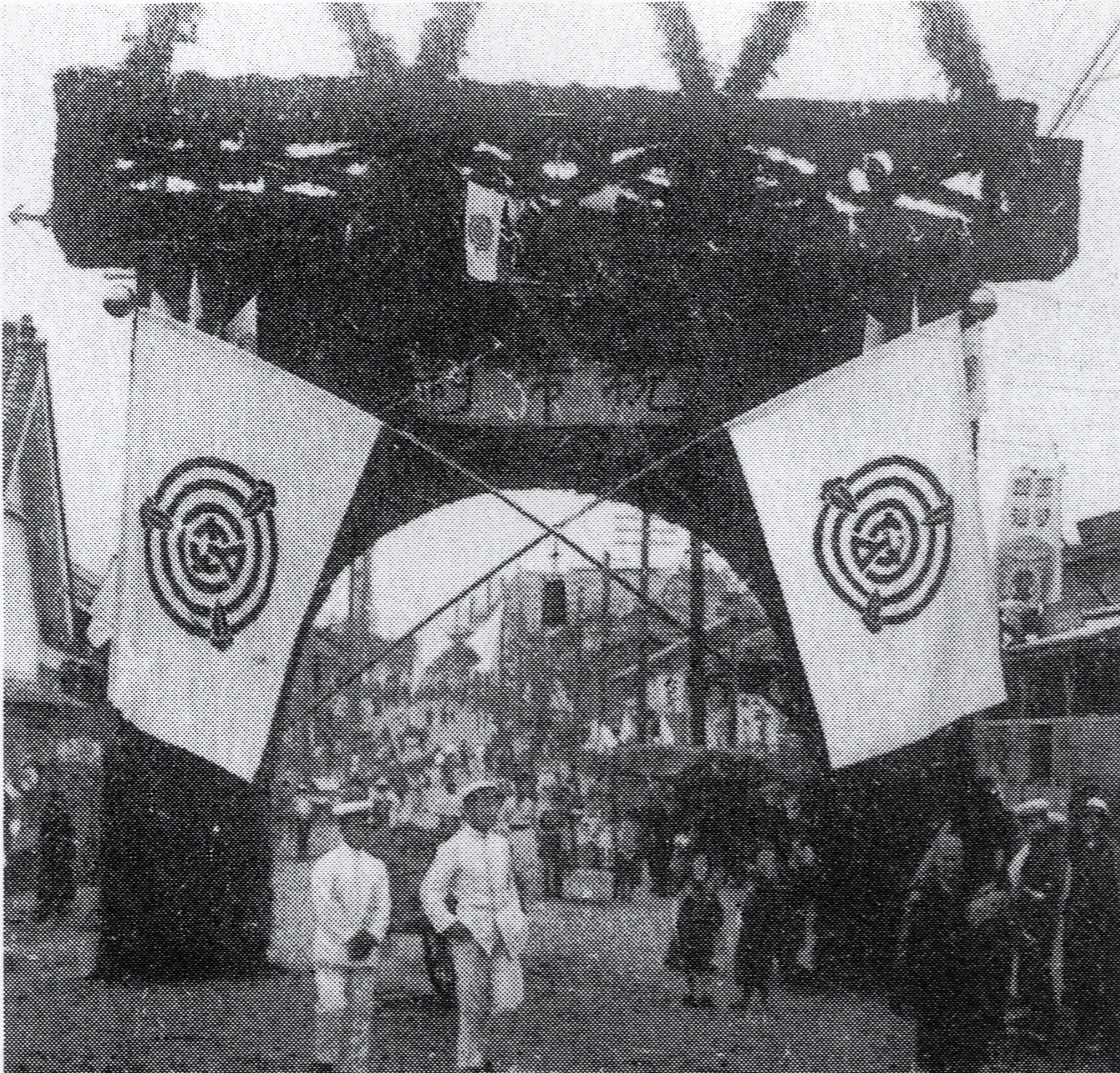
1916年7月1日、岡崎町は市制施行し岡崎市となった。康生通南にて。

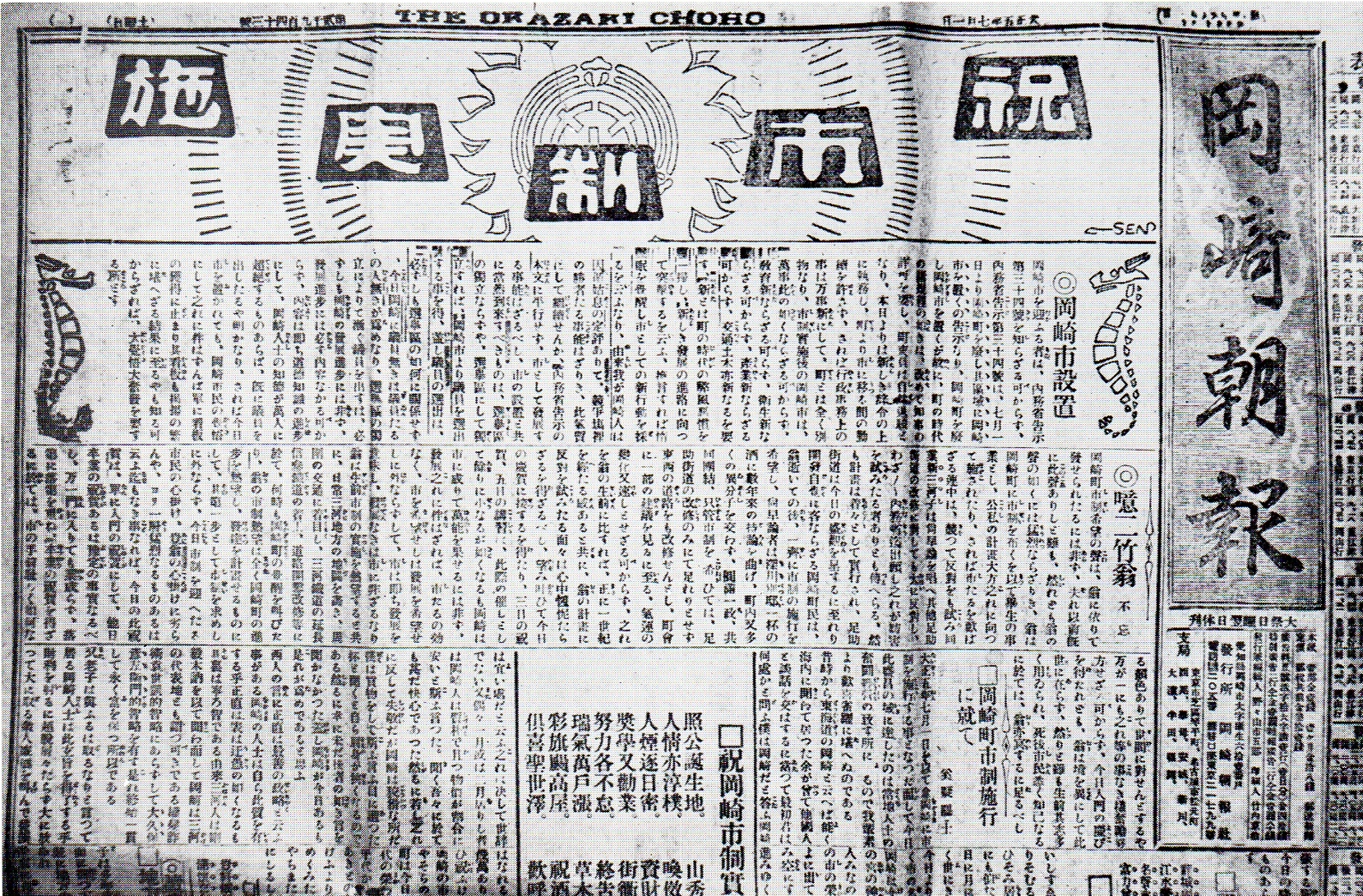
市制施行を祝賀する新聞記事。

1910年（明治43年）12月、市制施行調査委員が設置され、市制施行に向けての動きが本格化する。1912年（大正元年）9月26日、岡崎町は内務大臣原敬に宛てて市制施行内申書を提出したが、愛知県では、市制施行の主張が不明瞭であるとして却下。そして額田郡役所を通じて、1913年（大正2年）7月にさらに詳しく説明するよう命じた。これを受けて同年12月3日、岡崎町は愛知県へ答申書を提出。翌1914年（大正3年）3月12日、愛知県に対する陳情・請願が行われると、県は町有財産、町の歳入出、商工業の現況、物価の調節など細部にわたる調査を行った。同年5月8日、2回目の内申書を県へ提出。5月9日、千賀又市は千賀千太郎と6代目深田三太夫を伴い、愛知県に内務省への上申を請う陳情を行った。
2回目の内申書が提出された頃より、町民の中から「市制施行の実現をめざすためには、なるべく町域を広げる必要がある」と主張する者が出てくる。1914年（大正3年）10月1日、岡崎町は広幡町を編入。1915年（大正4年）1月18日、3回目の内申書を愛知県へ提出。この年、関係者による内務省や各政党有力者、愛知県への陳情が再三にわたり行われる。
翌1916年（大正5年）6月14日、第2次大隈内閣の内務大臣一木喜徳郎はついに岡崎町の市制施行を認可した。翌6月15日の『官報』に「岡崎町ヲ廃シ其ノ区域ヲ以テ岡崎市ヲ置ク」との内務省告示が掲載される。同年7月1日、市制施行に伴って前町長の千賀は市長臨時代理となった。市制施行日から3日間にわたって市内では様々な祝賀行事が行われた。初日は夕方から岡崎公園で市民祝賀大園遊会が開かれ、1万人余の提灯行列が街を埋めた。2日目は乙川殿橋付近で花火大会、3日目は岡崎天満宮で花火大会が催された。市役所は籠田町103番地の岡崎町役場がそのまま当てられた。
岡崎市長選挙には千賀又市、千賀千太郎、6代目深田三太夫の3名が候補者として選ばれる。同年9月21日に当選し、10月14日に初代市長に任命された。
1918年（大正7年）7月12日、公務執務中にたおれ、その日のうちに死去した。49歳没。1961年（昭和36年）7月1日、岡崎市名誉市民に推挙される。